# Université du Kerala
L’université du Kerala (en sanskrit : कर्मणि व्यज्यते प्रज्ञा ; en anglais : University of Kerala ou UoK) est une université publique de l'État indien du Kerala, fondée en 1937 à Thiruvananthapuram (anciennement Trivandrum).
Lors de sa fondation, elle portait le nom de University of Travancore.